# Katastrofa lotnicza w Agadirze
Katastrofa lotnicza w Agadirze – katastrofa lotnicza samolotu Boeing 707-321C, należącego do linii Royal Jordanian, do której doszło 3 sierpnia 1975 roku w Agadir w Maroku. W jej wyniku śmierć poniosło 188 osób (181 pasażerów i 7 członków załogi), wszystkie osoby, które znajdowały się na pokładzie.
To najtragiczniejsza katastrofa lotnicza w Maroku oraz najtragiczniejsza katastrofa z udziałem Boeinga 707.

## Wypadek
Samolot przewoził 181 marokańskich pracowników i ich rodziny z Francji do domu na święta. Gdy samolot zbliżał się do Agadiru w okolicy panowała gęsta mgła. Około 4:25 lokalnego czasu końcówka prawego skrzydła i silnik nr 4 uderzyły w szczyt góry. Część skrzydła oderwała się, a samolot stracił kontrolę i rozbił się w wąwozie.

## Dochodzenie
Przyczyną katastrofy był błąd pilota, który nie zapewnił prawidłowego prowadzenia po kursie przed rozpoczęciem zniżania.